# Српске староградске песме
Списак српских староградских песама:

## А
- Ајд' д' идемо, Радо
- Ајде Јано
- Ајде Като

## Б
- Беле руже нежне руже
- Бледи месец
- Богата сам имам свега
- Болесно ми лежи
- Болујем ја

## В
- Већ одавно спремам свог мркова
- Вишњичица
- Волем дику
- Врањанка

## Г
- Говори се да ме вараш

## Д
- Донес' ми вина крчмарице
- Дуни ветре

## Ђ
- Ђувегије где сте

## Е
- Еј чија фрула

## Ж
- Жабаљка

## З
- Завејан је пут за салаш мој
- Запевала сојка 'тица

## И
- Играле се делије
- Изађи из моје чаше
- Имам једну жељу

## Ј
- Јесење лишће
- Још не свиће рујна зора[1]

## К
- Кад би ове руже мале
- Кад ја пођох на Бембашу
- Кад сам био млађан ловац ја
- Кад те видим на сокаку
- Копао сам дубок зденац

## М
- Мила мајко
- Мој Милане
- Моја мала нема мане

## Н
- На крај села чађава механа
- На те мислим
- Невен Коло
- Не вреди плакати
- Нишка Бања топла вода

## О
- Ој Јело Јело
- Ој, јесенске дуге ноћи
- Ој Мораво

## П
- Пред Сенкином кућом

## С
- Синоћ кад је пао мрак
- Стаде се цвеће росом китити
- Стани Ибар водо

## Т
- Тамбурало момче уз тамбуру
- Тамо далеко
- Те твоје очи зелене
- Тихо ноћи
- Тужна недеља

## У
- У рану зору

## Ф
- Фијакер стари
- Фијакерист

## Х
- Хладан ветар пољем пири

## Ц
- Цигани воле песму
- Циганка сам мала
- Црвен фесић

## Ч
- Четир' коња дебела
- Чобан тера овчице
- Чујеш секо

## Ш
- Шешир мој